# Bredene
Bredene (vls. Brèinienge) – miejscowość i gmina (gemeente) uzdrowiskowa w Belgii, w Regionie Flamandzkim, w prowincji Flandria Zachodnia, w okręgu Ostenda. 1 stycznia 2024 liczyła 18 180 mieszkańców. Leży na Wybrzeżu Belgijskim, nad Morzem Północnym.

## Podział administracyjny
W skład gminy nie wchodzi żadna dzielnica (deelgemeente).